# NGC 4774
NGC 4774 é uma galáxia  localizada na direcção da constelação de Canes Venatici. Possui uma declinação de +36° 49' 08" e uma ascensão recta de 12 horas, 53 minutos e 06,6 segundos.
A galáxia NGC 4774 foi descoberta em 17 de Março de 1787 por William Herschel.